# هيئة التراث
هيئة التراث هي هيئة حكومية سعودية تأسست في فبراير 2020، ومقرها في العاصمة الرياض. تهدف الهيئة لدعم جهود تنمية التراث الوطني وحمايته من الاندثار، والتشجيع على إنتاج وتطوير المحتوى في القطاع.

## مجلس الإدارة
تمتد عضوية مجلس الإدارة لثلاث سنوات قابلة للتجديد، على أن يعقد اجتماعاته أربع مرات في العام أو كلما دعت الحاجة. ومن ضمن مهام المجلس إصدار القرارات اللازمة لتحقيق أهداف الهيئة، والإشراف على تنفيذ إستراتيجياتها، وإقرار السياسات المتعلقة بنشاطها، واللوائح والأنظمة والإجراءات الداخلية والفنية.
في 21 يوليو 2020، أعلنت وزارة الثقافة عن تشكيل مجلس إدارة هيئة التراث برئاسة الأمير بدر بن عبد الله بن فرحان وزير الثقافة، ونائب وزير الثقافة الأستاذ حامد بن محمد فايز عضواً ونائباً لرئيس المجلس، وعضوية كل من الأميرة نجلاء بنت أحمد، والدكتور فهد بن عبد الله السماري، والدكتور سليمان بن عبد الرحمن الذييب، والدكتورة ليلى بنت صالح البسام، وفرانشيسكو باندارين.
في 7 مارس 2024، أعيد تشكيل مجلس إدارة الهيئة وضم الأميرة نجلاء بنت أحمد بن سلمان آل سعود، ومعالي الدكتور فهد بن عبدالله السماري، والدكتورة ليلى بنت صالح البسام، والدكتور سعيد بن فايز السعيد، والدكتور فرانشيسكو باندارين.

## تراث السعودية
تمتلك السعودية بحسب هيئة التراث أصولًا تراثيّةً ثمينة تُشرف عليها الهيئة، فإلى جانب المواقع السعودية الستة المدرجة رسمياً في قائمة اليونسكو للتراث العالمي، هناك 8 عناصر تراثية مدرجة في قائمة اليونسكو للتراث الثقافي غير المادي، وكشفت هيئة التراث في نوفمبر 2023 عن اعتماد تسجيل وتوثيق 59 موقعاً أثرياً جديداً في السجل الوطني للآثار، منها 4 مواقع أثرية جديدة في منطقة المدينة المنورة، ليصبح إجمالي عدد المواقع المسجلة في السجل الوطني للآثار 8847 موقعاً أثرياً في مختلف المناطق بالمملكة تُمثل في مجملها إرثاً وطنياً يعكس الثراء التاريخي للسعودية، وأكثر من 1000 موقع تراث عمراني مسجل، وأكثر من 70000 قطعةً مُوزّعةً على مناطق المملكة، وأكثر من 40 نوعًا فرعيًّا من الحرف اليدوية تُمارس من قبل أكثر من 4400 حرفي سعودي، وأكثر من 3800 قطعة يدوية مسجلة إضافة إلى ملكيتها لمركز الزوار في موقع الفاو الأثري بمحافظة وادي الدواسر. وفي 18 يناير 2024 كشفت الهيئة عن تسجيل 1136 موقع تراث عمراني جديد في السجل الوطني للتراث العمراني، وتم اعتماد المواقع بمختلف مناطق المملكة ليصبح إجمالي المواقع 3646 موقعاً.
وفي سعي المملكة لاستعادة القطع الفنية المسروقة والمهربة خارج البلاد كشفت هيئة التراث وفي 15 يناير 2024 عن استعادتها قطعا أثرية من أميركا وبريطانيا، ضمن أكثر من 54 ألف قطعة مفقودة في الداخل والخارج، تتنوع ما بين نقوش صخرية، وقطع فخارية، وعملات معدنية.
في فبراير 2024 تم اكتشاف 25 ألف بقايا مواد أثرية يعود أقدمها إلى القرن الأول والثاني الهجري في 4 مواقع تاريخية: مسجد عثمان بن عفان -رضي الله عنه- والشونة الأثري وأجزاء من الخندق الشرقي والسور الشمالي وفق ما أعلنه برنامج جدة التاريخية بالتعاون مع هيئة التراث بالمملكة العربية السعودية.
كما أعلنت هيئة التراث في فبراير 2024 عن اكتشافات أثرية في موقع جرش الأثري بمنطقة عسير باكتشاف تقنية ري جديدة ظهرت لأول مرة في الموقع، هي عبارة عن بئر مبنية بطريقة الحجارة المرصوصة، تتصل بها قنوات مائية مبنية بصفين من الحجارة، إضافة إلى اكتشاف عدد من المواقد والمصطبات المبنية من الحجارة والطين، وعثر أيضاً على حجر من الغرانيت يحتوي على نقش إسلامي مكون من 3 أسطر.
وفي 3 أبريل 2024 اعتمدت هيئة التراث تسجيل وتوثيق 70 موقعاً أثرياً جديداً في السجل الوطني للآثار ليصبح عدد المواقع المسجلة 8917 موقعاً أثرياً في مختلف مناطق المملكة.
وفي 17 أبريل 2024 صرّحت هيئة التراث السعودية عن دلائل استيطان بشري في كهف أم جرسان في المدينة المنوّرة، توصّل إليها مجموعة من علماء الآثار بالهيئة، بالتعاون مع جامعة الملك سعود، ومعهد ماكس بلانك الألماني، وهيئة المساحة الجيولوجية السعودية، حيث أثبتت الدراسة الأثرية للكهف عن استخدامه من قبل الجماعات الرعوية، وتمثّلت آثارهم في مجموعة من البقايا الحيوانية، التي تم تأريخها بواسطة الكربون المشعّ c14، ويعود أقدمها إلى 4100 سنة ق. م. فضلاً عن الجماجم البشرية التي يعود أقدمها إلى 6000 سنة ق. م.
وفي 28 مايو 2024 أعلنت هيئة التراث الوطني اعتماد تسجيل وتوثيق 202 مواقع أثرية جديدة في السجل الوطني للآثار ليصبح إجمالي عدد المواقع الأثرية المسجلة 9119 موقعًا على مستوى المملكة. وفي 4 يونيو 2024 أعلنت الهيئة عن نتائج أعمالها البحثية للعام 2023 حيث نتج عنها اكتشاف أكثر من 1556 موقعاً أثريًّا و1900 منشأة حجرية و7600 واجهة صخرية تحتوي على رسوم ونقوش تاريخية في مختلف أرجاء المملكة. وفي 26 يونيو 2024 وضمن أعمال المسح الاثري بقرية علقان في منطقة تبوك ،أعلنت هيئة التراث عن اكتشاف نقش أثري ثنائي الخط يعود للقرن الخامس الميلادي.
في 27 يوليو 2024 أعلنت السعودية تسجيل "المنظر الثقافي لمنطقة الفاو الأثرية" بالرياض ضمن قائمة التراث العالمي لمنظمة الأمم المتحدة للتربية والعلوم والثقافة "يونسكو" بوصفه موقعاً ثقافياً يمتلك قيمة عالمية استثنائية للتراث الإنساني. وفي 17 يوينو 2025 أعلنت هيئة التراث عن تسجيل 744 موقعاً أثرياً جديداً في سجل الآثار الوطني ليصبح إجمالي المواقع المسجلة في المملكة إلى (10061) موقعاً.

## الاستراتيجية الشاملة 2021
أطلقت الهيئة استراتيجيتها الشاملة في 29 سبتمبر 2021، برعاية الأمير بدر بن عبد الله بن فرحان وزير الثقافة السعودي ورئيس مجلس إدارة هيئة التراث، وبحضور الرئيس التنفيذي الهيئة جاسر الحربش، وتُحقق الاستراتيجية تحقيق الأهداف الرئيسية الثلاثة للاستراتيجية الوطنية للثقافة وهي: «الثقافة كنمط حياة»، و«الثقافة من أجل النمو الاقتصادي»، و«الثقافة من أجل تعزيز مكانة المملكة الدولية»، وترتكز الاستراتيجية على 8 ركائز، حيث عملت الهيئة في بناء الإستراتيجية مع شركائها في القطاعات الثلاثة (العام، الخاص، غير الربحي). جاءت إستراتيجية هيئة التراث «من أجل تطوير قطاع التراث في المملكة، ودعم وتمكين الفاعلين فيه، وبالمواءمة مع مستهدفات رؤية السعودية 2030 والإستراتيجية الوطنية للثقافة».
خلصت استراتيجية هيئة التراث إلى 33 مبادرة مرتبطة بالركائز الاستراتيجية، ويندرج تحت هذه المبادرات 150 مشروعًا ستعمل الهيئة على تنفيذها في الفترة المقبلة.

### ركائز الاستراتيجية
ترتكز الاستراتيجية في 8 ركائز هي:
1. الحماية والمحافظة على الثروة الثقافية والمواقع الأثرية وإدارتها بفعالية.
2. تعزيز الأبحاث وتنمية المواهب المتخصصة في التراث.
3. استخدام أحدث التقنيات الرقمية في سلسلة القيمة التراثية.
4. وضع الأنظمة واللوائح المناسبة وإصدار الرخص.
5. العمل على نطاق واسع مع القطاع الخاص.
6. توفير التمويل ودعم الوكالات الدولية.
7. خلق وعي لدى الجمهور من خلال النشر فيما يخص التراث الثقافي.
8. العمل من خلال الشراكات واسعة النطاق على المستويين المحلي والعالمي.[28][29]

## فعاليات ومبادرات
| التاريخ                | الفعالية                                  | التفاصيل |
| ---------------------- | ----------------------------------------- | --- |
| مارس 2022م             | فعالية نقوش                               | أطلقت الهيئة في فعاليات مشروع تفعيل الأصول التراثية «نقوش»، والذي استمر لمدة شهر كامل في منطقة الرياض، وتضمن أنشطة تراثية ثقافية وإبداعية متنوعة، تهدف الفعالية إلى إضفاء روح جديدة على المواقع التراثية بالمنطقة. وأقيمت فعاليات المشروع على مسارين، أولهما مسار (المجمعة - الغاط) والمسار الثاني (الجبيلة – سدوس)، حيث شملت المواقع التراثية مجموعة من الفعاليات، منها سوق الحرفيين والعروض التراثية التقليدية، واللقاءات والجولات الثقافية التي تتناول حكايا تاريخ هذه الأماكن وموروثاتها الأصيلة، إضافة إلى تفعيل برامج خاصة بالأطفال، تتضمن الألعاب الشعبية القديمة وورش العمل التراثية. |
| مارس 2022م             | المكتشف الصغير                            | مباردة أطلقتها الهيئة في، وتستهدف توعية صغار السن في جميع مناطق السعودية بأهمية أعمال التنقيب عن الآثار، ورفع مستوى المساهمة المجتمعية في حماية وصون التراث الوطني. |
| نوفمبر 2022م           | التراث العمراني الحديث                    | مبادرة تُعنى بالمحافظة على معالم التراث المعماري الحديث ذات الأهمية، وبأهم النماذج الثقافية المبنية المميزة التي تمثل عناصر رئيسة شكَّلت ذاكرة وتاريخ العمارة والعمران في السعودية. |
| يناير 2023م            | فعالية ميناء العقير التاريخي              | فعالية أطلقتها الهيئة في موقع ميناء العقير على الساحل الشرقي للسعودية، وتهدف الفعالية لإحياء القيمة التاريخية للميناء وإبراز دوره الحضاري. وتتضمن الفعالية عروضاً حية تجسد ميناء العقير قديماً، وأنشطة النحت على الرمال، وعرضاً لقوافل الإبل، إلى جانب معرض العقير الذي يحتوي على صور تاريخية عن الميناء. |
| 6 أغسطس 2023م          | مشروع حصر عناصر التراث الثقافي غير المادي | أطلقت الهيئة مشروع حصر عناصر التراث الثقافي غير المادي في عدد من مناطق السعودية بهدف صون الموروث المحلي من الاندثار، ويستهدف المشروع في مرحلته الأولى: مناطق مكة المكرمة والمدينة المنورة والباحة وعسير وجازان ونجران. |
| 19 إلى 25 ديسمبر 2024م | المهرجان الدولي للألعاب الشعبية           | يهدف المهرجان لتسليط الضوء على الألعاب الشعبية بوصفها جزءًا من التراث غير المادي في السعودية، وتوثيقها بصريًا وذهنيًا، إضافةً إلى دعم التراث الشعبي والحفاظ عليه، كما سيسلط الضوء على القيمة الثقافية للألعاب الشعبية والتعريف بها، وتعزيز التبادل الثقافي وعرض أبعاد متنوعة للهويّات الثقافية المختلفة للعديد من دول العالم المشاركة في المهرجان. |

## السجل الوطني للتراث العمراني
هو كيان أسسته هيئة التراث في يونيو 2021م لحصر وتسجيل وتصنيف وتوثيق لجميع مناطق ومباني التراث العمراني في السعودية ومحتوياتها، والمناطق التي توجد فيها والمحيطة بها، ليكون رافداً لمسار "السجل الوطني للآثار" اللذين تندرج تحتهما جميع الآثار ومواقع التراث العمراني بجميع قوالبها وأنواعها.

## الجوائز
- حصلت هيئة التراث على جائزة التصميم الداخلي من جوائز باريس للتصميم Better Future|Paris Design Awards عام 2024م، وذلك عن معرض الأسبوع السعودي الدولي للحرف اليدوية "بنان".[38]
- في أبريل 2024 حصلت هيئة التراث على جائزة " If Design Award" العالمية للتصميم والتي تمنحها مؤسسة " IF design & Jury Awards" في برلين، وذلك عن "التصميم للمعارض الثقافية" من خلال "معرض الأسبوع السعودي الدولي للحرف اليدوية "بنان".[39]

## وصلات خارجية
- الموقع الرسمي
 لهيئة التراث.